# Стефан VIII
Стефан VII или (VIII) (Stephan, Stephen, Stefano) е римски папа от май 929 г. до февруари 931 г. 
Той е от римски произход, но по познатото име на баща му Теудемунд (на немски: Theudemund) може да се предполага германски (готски) произход на бъдещия папа.
Кардинал Стефан е избран за папа още докато Йоан X е жив. Това става след като Йоан X е свален и затворен от най-влиятелната личност в Рим сенаторката патриция Марозия (на латински: Senatrix Marozia).
За краткия двугодишен понтификат на Стефан VIII са останали недостатъчно данни, сочещи продължаване на тенденцията за привилегировано положение на манастирите.